# Campeonato de Primera División 1956-57 (Marruecos)
El Campeonato de Primera División 1956/57, fue la primera edición de la máxima categoría del fútbol de Marruecos. En dicha temporada, participaron dieciséis (16) equipos. Los 4 últimos del campeonato descendieron a la Segunda División. El torneo fue ganado por Wydad, obteniendo su séptimo título nacional y el primero de la nación independiente.

## Tabla de posiciones
Nota: Se sumó 3 puntos por victoria, 2 puntos por empate, y 1 punto por derrota.
| Pos. | Equipo              | Pts. | PJ | PG | PE | PP | GF | GC | Dif. |
| ---- | ------------------- | ---- | -- | -- | -- | -- | -- | -- | ---- |
| 01.º | Wydad               | 73   | 30 | 18 | 7  | 5  | 51 | 23 | 28   |
| 02.º | Kawkab              | 69   | 30 | 15 | 9  | 6  | 48 | 31 | 17   |
| 03.º | Mouloudia           | 66   | 30 | 14 | 8  | 8  | 53 | 32 | 21   |
| 04.º | Tihad               | 66   | 30 | 13 | 10 | 7  | 35 | 24 | 11   |
| 05.º | Fath                | 64   | 30 | 13 | 8  | 9  | 42 | 30 | 12   |
| 06.º | Marroquí            | 64   | 30 | 11 | 12 | 7  | 39 | 34 | 5    |
| 07.º | Maghreb (F)         | 63   | 30 | 11 | 11 | 8  | 39 | 39 | 0    |
| 08.º | Racing              | 62   | 30 | 13 | 6  | 11 | 44 | 32 | 12   |
| 09.º | Difaa El Jadida     | 61   | 30 | 8  | 15 | 7  | 38 | 33 | 5    |
| 10.º | Raja                | 60   | 30 | 11 | 8  | 11 | 34 | 38 | −4   |
| 11.º | Kenitra             | 59   | 30 | 10 | 9  | 11 | 34 | 34 | 0    |
| 12.º | Stade Marocain      | 58   | 30 | 8  | 12 | 10 | 35 | 40 | −5   |
| 13.º | Mogreb (T)          | 57   | 30 | 9  | 9  | 12 | 44 | 52 | −8   |
| 14.º | ASCOM               | 52   | 30 | 6  | 10 | 14 | 33 | 42 | −9   |
| 15.º | Roches Noires       | 45   | 30 | 5  | 5  | 20 | 25 | 56 | −31  |
| 16.º | Distrito Industrial | 41   | 30 | 1  | 9  | 20 | 14 | 68 | −54  |

|  | Ganador del torneo.           |
|  | Descendió a Segunda División. |

|  |